# Kalsang Dolma
Pour les articles homonymes, voir Dolma (prénom tibétain).
Kalsang Dolma (tibétain : བསྐལ་བཟང་སྒྲོལ་མ, Wylie : bskal bzang sgrol ma), née à Hunsur (en) en Inde le 17 novembre 1972 , est une interprète, musicienne et documentariste québécoise d'origine tibétaine.

## Biographie
Née dans un camp de réfugiés tibétains au sud de l'Inde, son père et elle sont reçus comme immigrants à Montréal, Québec au Canada en 1986. Dans la fin des années 1990, elle participe au tournage du film documentaire Ce qu'il reste de nous produit par l'Office national du film du Canada. Tourné sur une période de huit années, elle se rend durant quatre longues périodes dans les coins les plus reculés du Tibet, avec un projecteur afin de porter un message d'encouragement du 14edalaï-lama à l'endroit de son peuple,,,
Le 24 septembre 2004, elle est reçue à l'émission Tout le monde en parle et le 8 mai 2004, elle  accorde une entrevue à Joël Le Bigot,.